# Île Piazzi
L'île Piazzi (en espagnol : Isla Piazzi) est une île inhabitée, située dans le sud du Chili. Elle est administrativement rattachée à la région de Magallanes et de l'Antarctique chilien, en Patagonie chilienne ; elle fait partie de la réserve nationale Alacalufes.

## Géographie

### Situation  et caractéristiques physiques
L'île Piazzi se situe  entre le Canal Sarmiento à l'est et le canal Smyth qui la sépare de l'île Rennell nord au sud-ouest.
Sa superficie est de 308,5 kilomètres carrés